# Within You Without You
Within You Without You is een nummer dat geschreven is door George Harrison, gitarist van The Beatles. Het nummer is uitgebracht in 1967 op het album Sgt. Pepper's Lonely Hearts Club Band en is geïnspireerd op de Indiase muziek, waardoor Harrison gefascineerd was geraakt. Bij de begeleiding werden onder andere sitar, dilruba en tabla gebruikt.

## Bezetting
De totale bezetting na alle remixen was:
- George Harrison, zang, tanpura, sitar, akoestische gitaar
- Onbekende Indiase musici, dilruba, tabla, swarmandal, tanpura
- Neil Aspinall, tanpura
- Erich Gruenberg, Alan Loveday, Julien Gaillard, Paul Scherman, Ralph Elman, David Wolfsthal, Jack Rothstein en Jack Greene, viool
- Reginald Kilbey, Allen Ford en Peter Beavan, cello

De andere drie Beatles, John Lennon, Paul McCartney en Ringo Starr, speelden dus niet mee.
Op de dubbel-cd Anthology 2 uit 1996 staat een instrumentale versie van het nummer.